# Домбровский, Сигизмунд Владиславович
Сигизму́нд Владисла́вович Домбро́вский (10 марта 1883, Санкт-Петербург — 1953, Свердловск) — российский и советский архитектор, градостроитель и преподаватель. Постройки архитектора 1920-х — начала 1930-х годов выполнены в стилистике конструктивизма.

## Биография
Родился 26 февраля (10 марта) 1883 года (по другим данным — 25 февраля (9 марта) 1883 года) в Санкт-Петербурге в семье архитектора В. А. Домбровского.
В 1905—1914 годах учился на архитектурном факультете Императорской Академии художеств.
В 1907—1912 годах работал помощником архитекторов в Одессе, Киеве, Варшаве. В 1913—1917 годах — помощником академика архитектуры В. А. Щуко, участвовал под его руководством разработке проекта Вокзала Юго-Западной железной дороги и в постройке Дома губернского земства в Киеве и ряда других сооружений.
С 1918 года — в Москве. С ноября 1918 года работал мастером в архитектурно-художественной мастерской Моссовета под руководством И. В. Жолтовского и А. В. Щусева. В 1919 году участвовал в работе Живскульптарха при отделе изобразительных искусств Наркомпроса — первой новаторской организации советских архитекторов. В 1919—1924 годах работал в мастерской застройки города Управления работами по восстановлению Ярославля. В 1924—1926 годах — в Павловске в должности хранителя и архитектора Павловского дворца, занимался восстановлением построек и Павловского парка.
С 1927 года — в Свердловске. Работал в бюро рационализации Уралпромстроя (1928—1929), старшим архитектором по планировке Уралгипрогора (1930—1934), — руководителем архитектурно-планировочной мастерской № 2 Свердловоблпроекта (1934—1941), заведующим архитектурно-планировочной мастерской и главным архитектором Горпроекта (1944—1952). Под руководством Домбровского в 1931 году была проведена работа по составлению плана «Большой Свердловск» (прервана в 1933 году, возобновлена в 1936 году).
Помимо проектной и строительной деятельности, занимался преподаванием: на Высших женских архитектурных курсах Е. Ф. Багаевой (1915—1918), ВХУТЕИНе (1924—1927), Свердловском архитектурном техникуме (1934—1940).
Скончался 23 сентября 1953 года. Похоронен на Лютеранско-католическом кладбище Свердловска (не сохранилось).

## Проекты и постройки
- 1921—1922 — эскизный вариант генерального плана Ярославля (два варианта), совместно с А. И. Зазерским, Н. А. Бойно-Родзевич, С. В. Зембликовым[12];
- 1928 — 1-й Дом Горсовета, Екатеринбург, проспект Ленина, 36;
- 1928 — сквер у Пассажа, по проспекту Ленина — улицы Вайнера, Екатеринбург;
- 1929 — 2-й Дом Горсовета, Екатеринбург, улица Пушкина, 9;
- 1929 — 3-й Дом Горсовета, Екатеринбург, улица Декабристов, 16—18;
- 1929—1931 — 4-й Дом Горсовета, Екатеринбург, проспект Ленина, 5;
- 1932 — здание УНИХИМа, Екатеринбург, улица 8 марта, 5;
- 1936 — сквер у Оперного театра, Екатеринбург;
- 1938—1945 — набережные Городского пруда, Екатеринбург;
- 1946 — благоустройство Комсомольской площади, Екатеринбург.

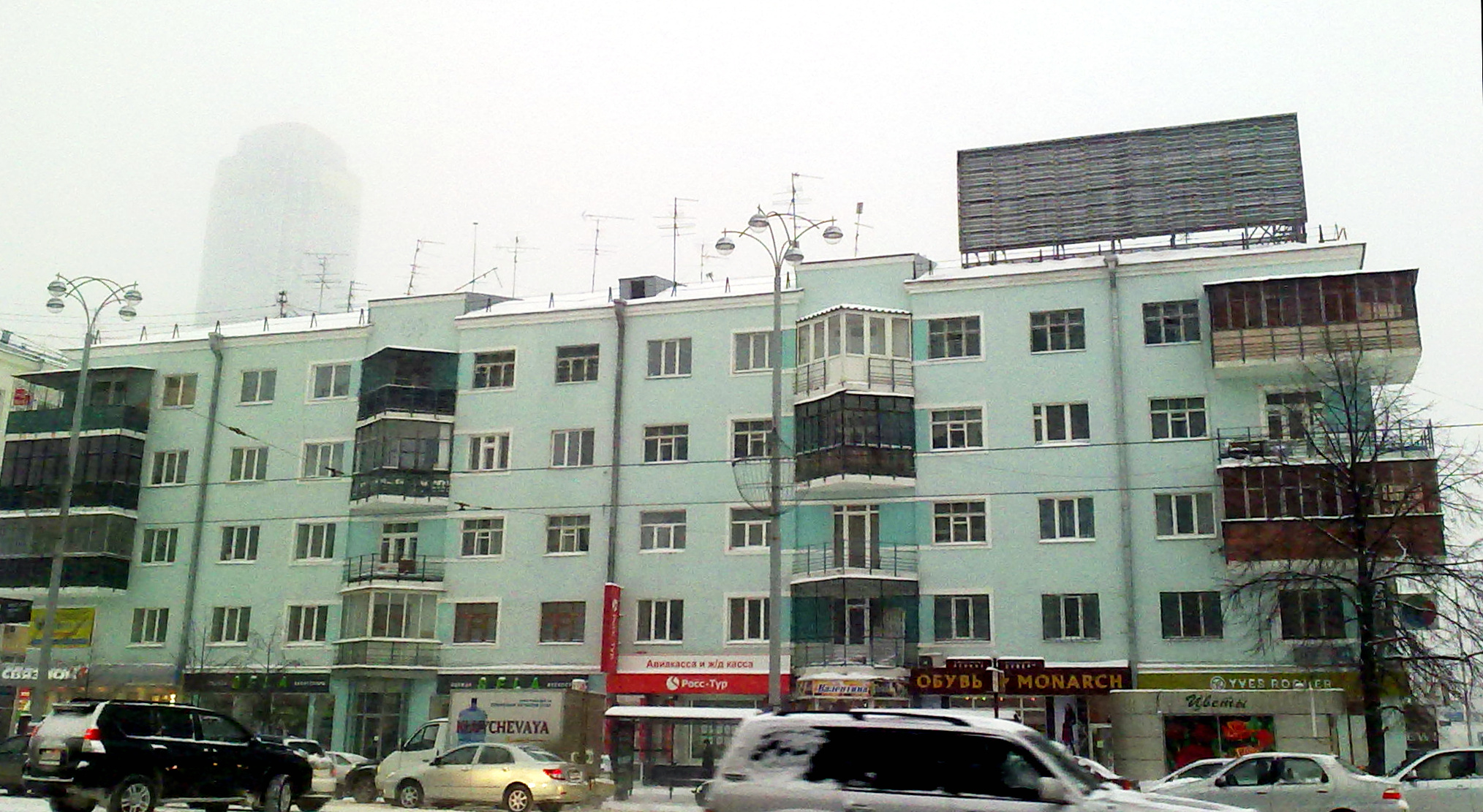
1-й Дом Горсовета
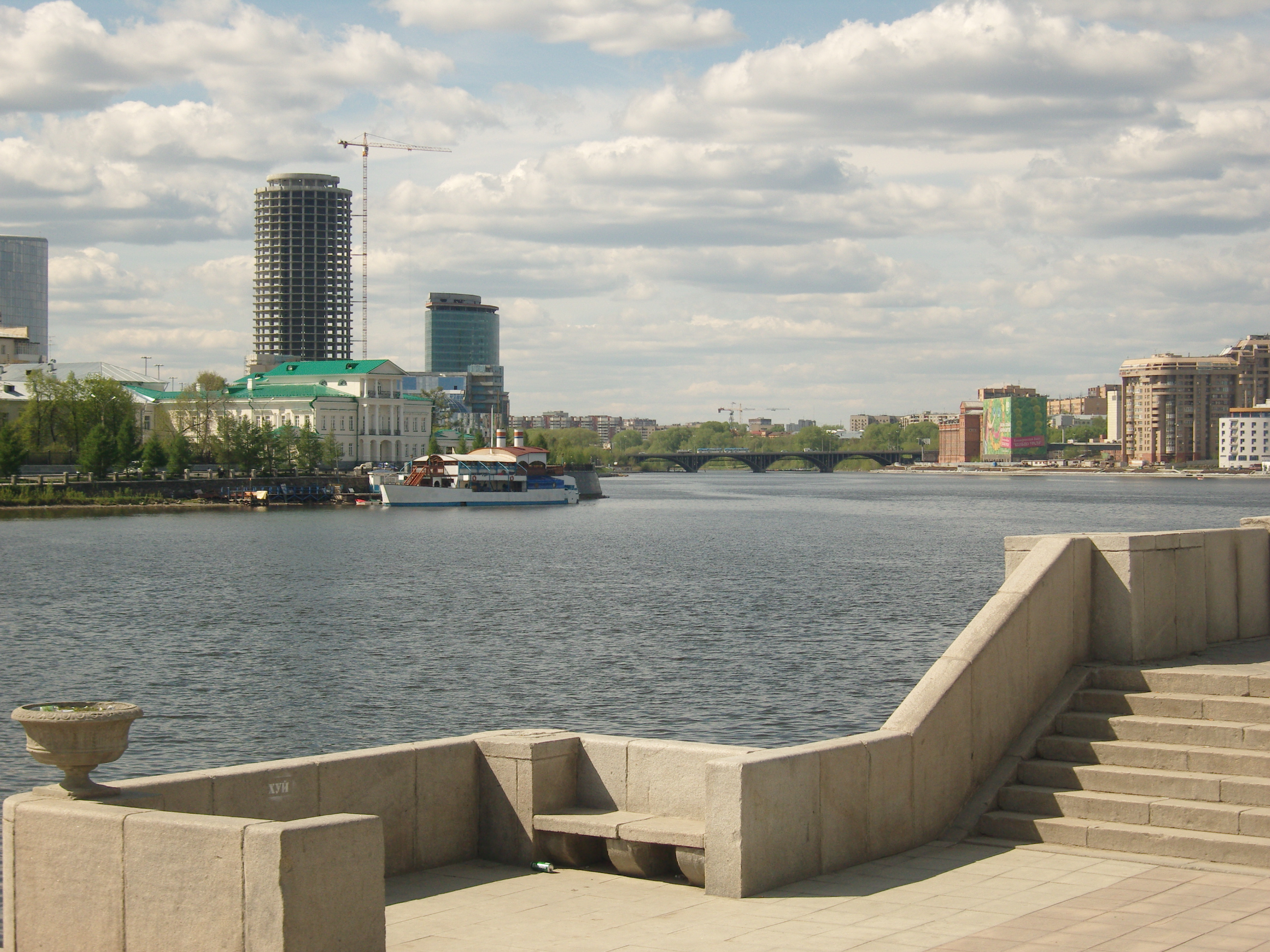
Набережная Городского пруда (фрагмент)
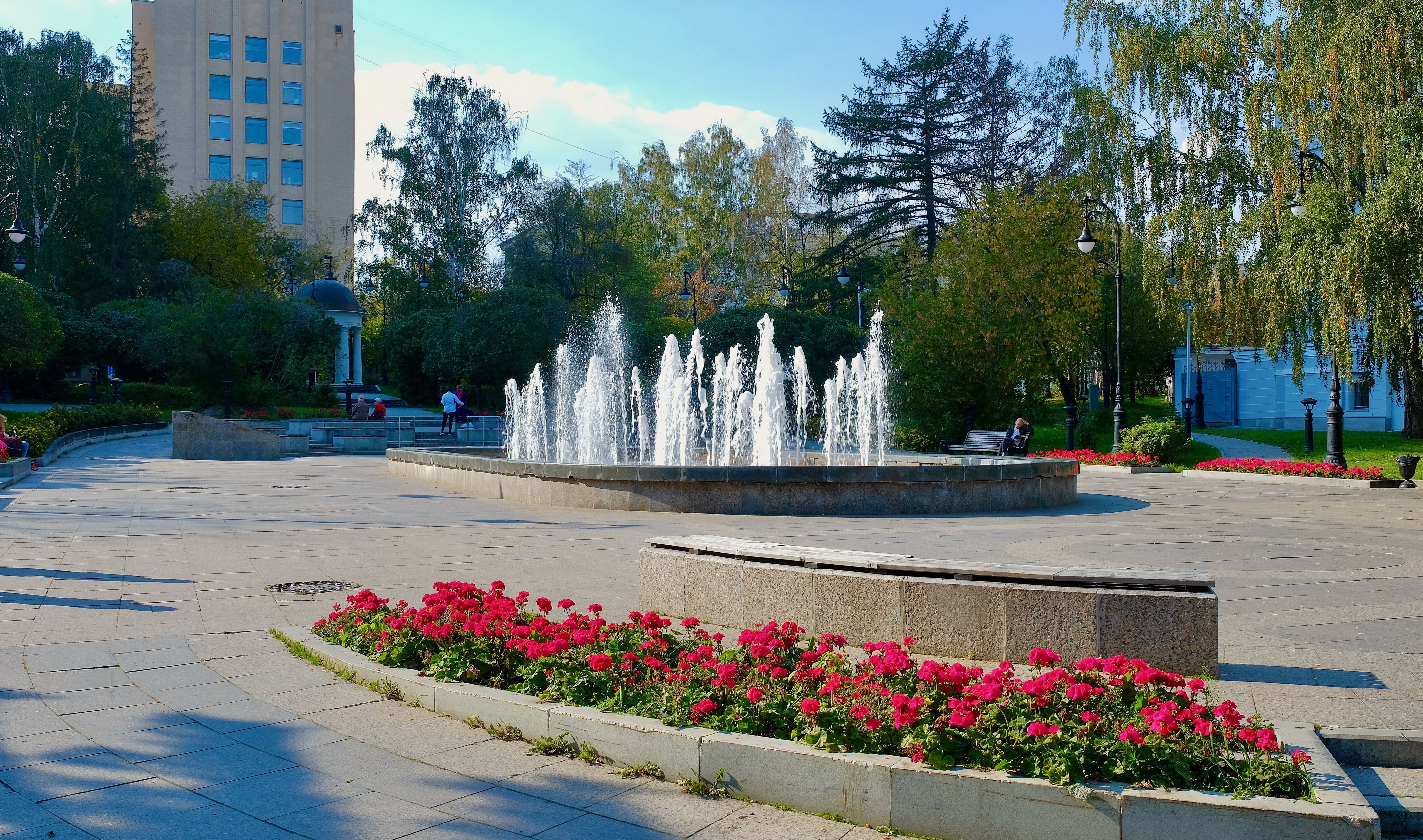
Cквер Оперного театра

## Изучение творчества
В 2021 году в издательстве TATLIN была опубликована книга Г. В. Мазаева и Т. Ю. Быстровой «Альбом архитектора Домбровского», посвящённая изучению раннего творчества архитектора. В работе приведены ранее не публиковавшиеся рисунки Домбровского, датированные мартом 1918 года. Альбом содержит архитектурные эскизы, сочетающие классические стили и влияние нового времени, а также эскизы монументальных форм с элементами революционной пропаганды. Авторы прослеживают переживание Добмровским революционных событий и их влияние на его жизнь и творчество.